# Takashi Shoji
Takashi Shoji (庄司 孝 Shoji Takashi?, nacido el 14 de septiembre de 1971 en Chiba) es un futbolista japonés que se desempeñaba como centrocampista

## Trayectoria

### Clubes
| Club              | País  | Año         |
| ----------------- | ----- | ----------- |
| Kashiwa Reysol    | Japón | 1990 - 1994 |
| Montedio Yamagata | Japón | 1995 - 1999 |
| Oita Trinita      | Japón | 2000 - 2001 |
| Sun Miyazaki      | Japón | 2002 - 2004 |
| Dezzolla Shimane  | Japón | 2005 - 2017 |